# 데비안에서 개명된 모질라 소프트웨어들
2006년에, 모질라 재단을 대변하는 마이크 코너가 촉발한 이름 관련 문제는 데비안 프로젝트에서의 "파이어폭스"라는 이름의 사용을 거부하고 그들의 상표를 사용할 것을 강요하였다. 데비안 프로젝트는 모질라의 요구를 거부하고 모질라 프로그램들의 이름을 변경해 모질라 파이어폭스를 아이스위즐(Iceweasel)로, 모질라 선더버드를 아이스도브로, 시몽키는 아이스에이프 등으로 바꾸었다. 이런 변화들은 데비안 에치 버전부터 적용되었다. 2007년 7월에는 모질라 선버드의 개명 버전인 아이스오울이 데비안의 불안정 버전에 추가되었다.

## 역사

### 문제의 시작
모질라 재단은 상표의 사용을 강제하고 비공식 빌드에서 "파이어폭스"라는 이름과 다른 상표들을 사용할 수 있는 권리를 제한했다.
배포판들이 모질라가 제공하거나 특별한 허가를 받은 실행 파일들을 사용하고 있었지만, 그들은 파이어폭스를 반드시 파이어폭스에 공개 버전의 코드네임을 제공하고 공식 로고나 다른 아트웍들을 사용하지 않는 옵션을 활성화해서 컴파일해야 했다.
데비안 자유 소프트웨어 가이드라인은 어떤 라이선스가 자유 라이선스인지를 데비안 프로젝트가 판단하여 어떤 것을 데비안 배포판에 포함시킬 수 있는지 판정하기 위해서 사용되었다. 로고는 가이드라인의 조건을 만족하지 않았기 때문에 데비안에 포함되어 소프트웨어에 의해 사용될 수 없었다.
모질라의 상표 정책의 이런 효과는 2004년에서 2005년까지 데비안 프로젝트에서 오랜 논쟁으로 이어졌다. 이 논쟁 동안에, "아이스위즐"이란 이름이 파이어폭스의 개명 버전으로 만들어졌다. 이런 의미에서의 이 이름은 나타나엘 네로드가 Eirc Dorland의 "아이스래빗"(Icerabbit) 제안에 대한 답변을 달면서 처음으로 사용되었다.
이것은 단지 "파이어폭스"의 패러디로서 생각되었었다. "아이스위즐"은 예제 이름으로 개명된 파이어폭스의 모질라 상표 정책에 따라 개명된 파이어폭스의 예시 이름으로 사용되었고, 파이어폭스의 개명 버전의 가상의 이름으로 가장 흔히 사용되는 이름이 되었다. 2005년 1월 11일에, "아이스위즐 루트"로서 개명이 적용되었다.
사실 데비안은 처음에 상표를 사용할 허가를 얻었고, 파이어폭스라는 이름도 적용했었다. 그러나, 파이어폭스에 포함된 아트웍들이 제한된 라이선스로 데비안 자유 소프트웨어 가이드라인과 충돌하게 되자, 대체 로고가 사용되어야 했다.

### GNU 아이스위즐
2005년 8월에, 그누질라(Gnuzilla) 프로젝트는 파이어폭스에 기반한 자유로운 아트웍을 사용하는 브라우저의 이름을 아이스위즐(얼음 족제비)로 정했다.
최초의 그누질라 아이스위즐의 릴리즈는 파이어폭스 1.5.0.4 버전에 기반한 것이었다. GNU 아이스위즐은 나중에 GNU 아이스캣으로 이름이 바뀌었다.

### 상표 협정의 파기
2006년 2월에, 모질라 재단의 대변인인 마이크 코너는 데비안 측에 모질라는 데비안이 파이어폭스의 이름을 사용하는 것을 용인할 수 없다고 밝혔다.
코너는 모질라 재단이 데비안의 '파이어폭스' 이름 사용을 허가했던 이전 협정을 파기한다고 확인했다. 또한 모질라의 현재 정책을 명확히 하기 위해 다음과 같은 말을 덧붙였다. "만일 당신이 '파이어폭스'라 불리는 브라우저로 웹서핑을 한다면 우리는 그 외의 모든 이탈물들에 대해선 중지시켜야 할 겁니다." 또한 "만약 당신들이 계속해서 파이어폭스라는 이름을 사용할 것이라면 나머지 이름들도 마찬가지로 사용해야 할 겁니다." 라고도 말했다.
데비안이 데비안 자유 소프트웨어 가이드라인을 만족하지 않는 로고들을 사용할 수 없었기 때문에 모질라의 개정된 가이드라인 하에서 파이어폭스라는 이름도 사용할 수 없었다. 개정된 가이드라인에 따르면 파이어폭스라는 이름을 사용하기 위해서는 모든 보안 패치에 모질라 재단의 승인을 받아야 했다.
"아이스위즐"이란 이름은 데비안 커뮤니티에서 파이어폭스의 개정된 이름으로 제안되었다. 데비안 엣치에서 사용된 아이스위즐은 같은 이름의 GNU 애플리케이션이 아니라 데비안에 의해 이름이 바뀐 파이어폭스이다. 데비안의 모질라 선더버드와 시몽키에서도 같은 문제가 발생해기 때문에 아이스도브와 아이스에이프가 대체 이름으로 만들어졌다.

### 개명
데비안 패키지 추적 시스템에 따르면, 아이스위즐, 아이스도브와 아이스에이프는 2006년 11월 20일, 2006년 10월 14일, 2006년 12월 1일에 각각 처음으로 데비안 프로젝트의 불안정(unstable) 저장소에 적용되었다. 아이스도브는 에치로 이전되고 선더버드는 2006년 11월 11일에 제거됐으며 아이스에이프는 에치에 2007년 1월 11일에 이전되었다.(모질라 시리즈는 2006년 10월 6일에 이미 제거된 상태였다). 아이스위즐이 이전되고 파이어폭스가 제거된 것은 2007년 1월 18일이었다. 아이스위즐, 아이스도브, 아이스에이프를 포함한 첫 안정화 버전은 데비안 4.0 (에치)로 2007년 4월 8일에 출시되었다.
곧이어 데비안은 모질라 소프트웨어들의 예전 로고들을 새로운 이름에 맞는 새로운 로고로 변경했다.

## 결과물들
데비안의 아이스위즐, 아이스도브, 아이스오울과 아이스에이프는 각각 모질라 파이어폭스, 선더버드, 선버드와 시몽키에 기반한 소프트웨어이다.
이들은 여전히 모질라 플러그인 파인더 서비스 같은 모질라 인터넷 서비스들을 사용하고 모질라의 애드온과 그 업데이트를 사용하고 있다. 또한 플래시와 같은 비자유 컴포넌트의 사용 방식도 여전하다.

### 라이선스
개명된 프로그램들은 모질라의 표준 MPL/GPL/LGPL 삼단 라이선스를 따른다. 모질라와 다른 점은 기본 아이콘들 또한 삼단 라이선스를 따른다는 것이다.

## 같이 보기
- 모질라 파이어폭스
- GNU 아이스캣